# Michail Vasil'evič Novorusskij
Michail Vasil'evič Novorusskij, in russo Михаил Васильевич Новорусский? (Novaja Russa, 10 ottobre 1861 – Leningrado, 21 settembre 1925), è stato un rivoluzionario russo, esponente dell'organizzazione Narodnaja Volja.

## Biografia
Nacque a Novaja Russa in una famiglia di contadini poveri e fu tra i maggiori di tredici tra fratelli e sorelle, sette dei quali morirono nella prima età. Il padre, che era anche sagrestano, lo fece studiare nella scuola parrocchiale, poi in seminario e infine, dal 1882, nell'Accademia teologica di Pietroburgo, da cui uscì laureato nel 1886.
A Pietroburgo conobbe Aleksandr Ul'janov, militante di Narodnaja Volja, che un giorno, il 7 febbraio 1887, gli chiese il permesso di fabbricare nel suo appartamento l'esplosivo da utilizzare in un attentato contro lo zar Alessandro III. L'attentato fu sventato prima che andasse a esecuzione, e anche Novorusskij venne arrestato. Dei quindici imputati, cinque - Ul'janov, Ševyrëv, Osipanov, Andrejuškin e Generalov - furono condannati a morte e impiccati il 20 maggio 1887, due - Novorusskij e Lukaševič - all'ergastolo e gli altri otto a varie pene detentive. Scrisse poi lo stesso Novorusskij che il suo ruolo nell'affare era stato banale e che si vergognò di vedere il suo nome menzionato «immeritatamente accanto a quello di veri rivoluzionari».
Rinchiuso nella fortezza di Šlissel'burg, dove fu inviato, scrisse ironicamente, «dalla straordinaria amabilità del ministro Durnovo, il quale coltivava la sua brillante carriera sulle nostre spalle», maturò le sue simpatie politiche per la socialdemocrazia e si dedicò allo studio delle scienze naturali, alla sociologia, alla statistica e a ogni altra attività permessa, dalla tornitura alla rilegatura, dalla falegnameria alla coltivazione e alla chimica, dimostrando fantasia ed eclettiche capacità manuali. Costruì ingegnosamente una fontana nelle aiuole del giardino e riuscì a covare, riscaldandosele al petto, delle uova fresche: i pulcini nacquero nella sua cella e quando egli usciva nelle ore d'aria, lo seguivano tutti in fila, tra l'ilarità delle guardie e dei detenuti. Una volta cresciuti, costruì per loro un pollaio.
Ottenuta, dopo la Rivoluzione del 1905, una riduzione di pena, il 29 ottobre 1905 lasciò la fortezza e fu confinato a Vyborg, grazie all'interessamento del metropolita di Pietroburgo Anton. A partire dal 1906 cominciò a scrivere le sue Memorie di Šlissel'burg che, pubblicate dapprima a puntate sulla rivista «Byloe», poi censurate, uscirono in volume nel 1920. Nell'aprile del 1907 poté trasferirsi a Pietroburgo, e fu assunto nella Libera Scuola Superiore del professor Pëtr Lesgaft, dirigendovi il laboratorio di chimica. Nel 1909 si sposò e fu nominato direttore del Museo della Società tecnica russa.
Dopo la Rivoluzione d'ottobre divenne direttore del Museo dell'Agricoltura, incarico che tenne fino alla morte, avvenuta improvvisamente per un ictus il 21 settembre 1925.

## Opere
- Zapiski Šlissel'buržca: 1887-1905, Moskva, Izdatel'stvo Vsesojuznogo obščestva politkatoržan i ssyl'no-poselencev, 1930